# Karlo Kasap
Karolj „Karlo” Kasap (ur. 5 sierpnia 1954 w Adzie) – jugosłowiański i od 1990 roku kanadyjski zapaśnik w stylu klasycznym. Trzykrotny olimpijczyk. Piąty w Los Angeles 1984, ósmy w Barcelonie 1992, odpadł w eliminacjach w Moskwie 1980 roku.  Walczył w kategorii 74 kg.
Zdobył trzy brązowe medale mistrzostw świata, w 1981, 1982 i 1983. Trzeci w mistrzostwach Europy w 1982. Złoty medal na igrzyskach śródziemnomorskich w 1979 i 1983 i na mistrzostwach panamerykańskich w 1990 roku.